# Elaeagia pastoensis
Elaeagia pastoensis là một loài thực vật có hoa trong họ Thiến thảo. Loài này được L.E.Mora mô tả khoa học đầu tiên năm 1977.